# Bottrighe
Bottrighe è un piccolo centro, frazione del comune di Adria, situato in provincia di Rovigo sull'argine sinistro del tratto finale del fiume Po.

## Storia
Comune italiano sin dall'annessione del Veneto al Regno (1866), subì nel 1921 una modificazione territoriale e perse così le frazioni di Bellombra e Panarella, che costituirono il nuovo comune di Bellombra. Nel 1928 fu soppresso e divenne frazione del comune di Adria.
Secondo i censimenti, gli abitanti del vecchio comune erano 4.334 (1871), 4.917 (1891), 5.701 (1901), 7.287 (1911) infine 8.895 nel (1921) che sarebbero 5.376 senza Bellombra e Panarella.

## Monumenti e luoghi d'interesse
- Chiesa dei Santi Francesco d'Assisi e di Paola (XIX secolo)
- Palazzo Civico, sede municipale del comune di Bottrighe fino alla sua soppressione.
- Ritratto di Umberto Maddalena (1932), opera dello scultore adriese Pietro Ronconi.[1]
- Museo nella casa nativa di Umberto Maddalena (2023), gestito dall'Associazione Umberto Maddalena

## Economia
Fino agli anni '90 era in funzione lo zuccherificio di Bottrighe per la produzione di zucchero per le maggiori aziende italiane. 

## Infrastrutture e trasporti
Fino alla sua soppressione e successivo smantellamento fu sede della stazione di Bottrighe sulla Ferrovia Adria-Ariano Polesine. Il fabbricato viaggiatori, oggi abitazione privata, si trova nelle vicinanze dell'ex zuccherificio locale.